# Adelmo Yori
Adelmo Yori Simonetti (* 5. März 1928; † 12. Juli 2007) war ein chilenischer Fußballspieler. Der Abwehrspieler absolvierte neun Länderspiele für die chilenische Nationalmannschaft und wurde auf Vereinsebene 1957 chilenischer Meister. 

## Karriere

### Verein
Adelmo Yori spielte seine gesamte Karriere, die von 1950 bis 1963 andauerte, beim Hauptstadtklub Audax Italiano. Mit den Itálicos gewann der Außenverteidiger die Meisterschaft 1957.

### Nationalmannschaft
Adelmo Yori debütierte im März 1950 beim Freundschaftsspiel gegen Bolivien für die Nationalmannschaft Chiles, nachdem er für José López eingewechselt worden war. Der Offensivakteur nahm an der Panamerikameisterschaft 1952 teil, bei der er alle Partien absolvierte und sein Team auf dem zweiten Platz hinter Brasilien landete. Bei der 0:1-Niederlage in der Copa O’Higgins gegen Brasilien im September 1959 bestritt Yori sein neuntes und letztes Länderspiel.

## Erfolge
Audax Italiano
- Chilenischer Meister: 1957